# Lindströmita
La lindströmita és un mineral de la classe dels sulfurs. Rep el nom en honor de Gustaf Lindström (1 de juliol de 1838 - 24 de maig de 1916), analista de minerals i paleontòleg suec al Riksmuseum AE Nordenskiöld.

## Característiques
La lindströmita és una sulfosal de fórmula química Pb₃Cu₃Bi₇S₁₅. Va ser aprovada com a espècie vàlida per l'Associació Mineralògica Internacional l'any 1975. Cristal·litza en el sistema ortoròmbic. La seva duresa a l'escala de Mohs es teoba entre 3 i 3,5.
Segons la classificació de Nickel-Strunz, la lindströmita pertany a «02.H - Sulfosals de l'arquetip SnS, amb Cu, Ag, Fe, Sn i Pb» juntament amb els següents minerals: aikinita, friedrichita, gladita, hammarita, jaskolskiïta, krupkaïta, meneghinita, pekoïta, emilita, salzburgita, paarita, eclarita, giessenita, izoklakeïta, kobellita, tintinaïta, benavidesita, jamesonita, berryita, buckhornita, nagyagita, watkinsonita, museumita i litochlebita.

## Formació i jaciments
Va ser descoberta a les mines de Gladhammar, situades a la localitat de Västervik (Comtat de Kalmar, Suècia). Tot i tractar-se d'una espècie poc habitual ha estat descrita en tots els continents del planeta a excepció de l'Antàrtida.